# Беккердиновка
Беккердиновка — упразднённое село в Славгородском районе Алтайского края, находившееся в составе Славгородского сельсовета . Упразднено в 2004 г.

## История
Основано в 1808 г. В 1928 году аул Беккердинский состоял из 26 хозяйств, в составе Куатовского сельсовета Славгородского района Славгородского округа Сибирского края.

## Население
В 1928 году в ауле проживало 140 человек (79 мужчин и 61 женщина), основное население — киргизы (устаревшее название казахов).
По переписи 2002 г. в селе отсутствовало постоянное население.